# 中文译名
中文译名，是指将某个外文名詞（如人名、地名、專業術語）翻译成對應中文的名称。由于中文的文字使用汉字而非拼音文字，因此对于使用拼音文字进行拼写的人名、地名来说，需要将有關的拼音文字的发音汉字化，才能变成中文名字（而不是直接采用其拼音文字或拼音文字的改写）。例外的是汉字文化圈的日语、韩语及越南语，其译名一般使用原文的汉字（或改写）。将拼音文字的发音汉字化，中國一般採用現代標準漢語，香港、澳門等地則採用香港政府粵語拼音及澳門政府粵語拼音，而南洋華人採用閩南語。 
对于一些特殊领域（如天主教）的名字，有一套特殊的标准。另外，有外国官方机构为方便世界华文传媒采访，亦会为当地官员编写一份官方译名列表。

## 譯音歷史
為了解決譯名混亂，於中华民國時已有人編製譯音表，作為譯名標準，例如何崧齡等人編纂，民國十三年（1924年）初版的《標準漢譯外國人名地名表》。何崧齡在序文中說道：「外國人名地名，向無一定譯法，淆亂之弊，與日俱深，學者苦之。本書目的，在補救斯弊；換言之，即謀譯名之統一，使學者稍節時力而已。……吾人先議定《西文譯音凡例》，次照《凡例》，編製《西文譯音總表》。——即西文每一音素，均擇一發音相當之漢字，作為標準譯字；無相當譯字者，用『借譯』；發音近似者，用『準譯』。——以此《總表》為標準，製造新譯名。」

## 漢化姓名
漢化姓名，即漢字文化圈以外的人名譯成類似漢式姓名。先取外文姓氏的最顯著發音，再後接名字部分的顯著發音，組成傳統中式人名。

## 译名标准差異

### 中国大陆
中國大陸組織專家學者，為世界50多種語言制定漢字譯音表。
- 外国地名、人名、企业机构名等，均可在新华全媒新闻服务平台提供的历史资料库中所包含的文献资料数据库的“国际译名”栏目中查询。
- 对於外国地名，可以参照2017年民政部地名研究所编《世界地名译名词典》、中国对外翻译出版公司2008年出版的《世界地名翻译大辞典》和1998年中国地名委员会编《外国地名译名手册》。并可参照中国大百科全书出版社1984年编辑出版的《世界地名录》和知识出版社1988年编辑出版的《世界地名译名手册》。无现成译名可循的地名，根据地名委员会的《外国地名汉字译写通则》及国家标准GB/T 17693《外语地名汉字译写导则》音译。
- 外国民族名、语言名可参考《中国大百科全书·民族》和商务印书馆的《世界民族译名手册》。
- 外国人名，优先参照新华社译名室编辑、中国对外翻译出版公司1993年出版的《世界人名翻译大辞典》，以及《中国大百科全书》各卷所附的“外国人名译名对照表”。其次可参照新华社编辑、商务印书馆出版的针对各个语种的姓名译名手册，如《英语姓名译名手册》、《法语姓名译名手册》、《德语姓名译名手册》、《西班牙语姓名译名手册》、《葡萄牙语姓名译名手册》、《罗马尼亚语姓名译名手册》、《意大利语姓名译名手册》等。以上均未收录的人名，可根据新华社编辑，商务印书馆出版的《译音表》中相应语言的译音表音译。
- 月球与行星地名参照月球与行星数据发布系统。[3][4]
- 全国科学技术名词审定委员会负责科学技术名词的翻译和规范。可通过其主办的“术语在线”网站进行规范术语的查询。[5]

### 台灣
台灣對外國人名、地名、專有名詞的翻譯，是由出版社或公家單位出版「譯名參考詞書」，供各界參考，並依靠長久使用而約定俗成的習慣。如地名部份，國家教育研究院（前國立編譯館）出版了《外國地名譯名》（最新版為2014年第四版）。外交部公布的「各國中英文名稱對照表」及其網站下的「國家與地區」介紹，亦為地名翻譯之重要參考。
外國人名方面，中央通訊社曾在1980年編過《標準譯名錄》，就外國人之姓氏與名字擬定標準譯名，發音以《韋氏人名字典》之音標為準，音譯則按 R. H. Mathews 之漢英字典。後來也建置了「中央社譯名檔資料庫」，該資料庫包括中央社在新聞業務上翻譯過的中外姓氏、人名、組織、地名等譯名。一些新聞媒體會採用中央社的譯法，但也有媒體是自起譯名，並無統一標準。甚至即便是同家媒體，也可能出現同個人名而譯名不統一的情況。對於外國學者人名，國家教育研究院於2011年進行審譯，分為英語、德語、法語、西班牙語、義大利語、斯拉夫語、阿拉伯語、土耳其語、日韓語共九個小組，於2020年完成審譯，並出版《外國學者人名譯名》，供各界參考使用。
對於各類學術領域的專有名詞（包括人名譯名和地名譯名），國立編譯館於2001年建置「學術名詞資訊網」，負責審閱、修訂和譯定各類學術領域的詞彙。2012年進行改版，並整合研考會的「雙語詞彙資料庫」及「辭書資料庫」，更名為「雙語詞彙、學術名詞暨辭書資訊網」。2022年再次改版，並更名為「樂詞網」。另外，中華文化總會建置的中華語文知識庫包含了「兩岸學術名詞」的中譯對照，其來源為國教院所收之兩岸學術名詞，以及國際土壤力學與大地工程學會所收之大地工程名詞。
根據台灣教科書的審定辦法，國中小及高中教科書所使用之翻譯名詞，如經教育部部、改制前國立編譯館或國家教育研究院公告者，以公告內容為準。

### 香港
香港關於英國政治人物為了顯得親民，會由相關部門將譯名譯成中式名字，如「彭定康」、「麥理浩」、「葛量洪」、「司徒拔」等。
香港足球評述界其實意識到用英語拼讀非英語名字譯名，這種做法並不妥當。2013年，香港足球評述員協會舉辦「你知道我在講『佢』嗎？」球員譯名研討會，與會者基本上贊成「以人名原語言發音為準」的原則，但是認為實行這項原則非常困難。

### 新加坡
1968年，新加坡文化部开始成立华文译名统一委员会等机构，负责规范街名、政府部门、职衔名称等本地专有名词的华文翻译，但直至1980年代末期，华文媒体仍然缺乏协调，选用的译名也不一致。有见及此，新加坡政府、新加坡报业控股和新加坡广播局等机构的代表于1990年成立新加坡华文媒介统一译名委员会（Translation Standardisation Committee for the Chinese Media, Singapore），负责华文媒介译名的标准化。该委员会的主要工作包括逐步统一既有的华文译名，审定新人物、事物的华文译名，编制译名表、术语表，协助政府部门（含法院）审定译名手册，收集著名人物、公司、机构和建筑物的华文译名，再转发给参与机构，以及在《联合早报》网推出统一译名网站，供公众查阅。2014年，通讯及新闻部成立全国翻译委员会，取代华文媒介统一译名委员会，并接管其原有职能。
对于外国人名、地名（马来西亚、印尼除外），新加坡媒体一般采用新华社的译名。对于存在地区词差异的词语，新加坡媒体可采用东南亚国家的特有或常用译名。新加坡特有的华语用词（含当地英语名词、马来语名词的华文翻译）可参照推广华语理事会于2019年建立的电子版新加坡华语资料库。政府、商业、议会和法律术语的华文翻译可参照新加坡政府的政府词汇译名网站、新加坡国会网站和新加坡法院网站。

### 馬來西亞
馬來西亞對於非華族或非華語名詞的譯名由馬來西亞華語規範理事會負責。

### 菲律賓
菲律賓華人目前尚未有統一華文譯名的組織，因此各華報用的譯名可能不同。

### 美國
美國地名、人名官方译名，一般以美語發音音譯，可参考美国政府网站， 如美国驻中国大使馆。

## 特别准则

### 英国地名、政治人物官方译名
英国早期的华裔移民都是来自香港围村的移民。在战前，香港居民都享有英国的居留权。不少围村居民为改善生计，都移民到英国谋生。为服务这群不太会英语的香港移民，以及为香港当地的传媒服务，英国1966年前存在的殖民地部曾经会为全国所有议员和官员编写一份官方译名表，方便殖民地范围内的中文使用者。
英國國王查爾斯三世，又譯「查理三世」。《BBC》繁體中文網、英國在台辦事處使用「查爾斯三世」。英國駐華大使館使用「查尔斯三世」。英國駐港總領事館使用「查理斯三世」。

### 葡萄牙地名、议员官方译名
葡萄牙的官方译名，主要是方便澳门的传媒报道葡国政府的新闻。葡萄牙本来不太理会澳门的中文媒体，过去当地传媒都是自行把官员和议员名字的葡语发音用近似的广东话拼写。随着回归临近，有关部门才开始统一译名。

### 天主教圣人、人物、地名译名
原则上，若有关人物或地方在信仰天主教的地区，则应采用天主教圣经译本的译名。

### 韓國地名、人名译名
韓國虽然自1970年代开始已经逐漸減少使用汉字，但70年代以前，韩语以汉字為主。所以，绝大多数的地名和人名都有其正确对应的汉字。
尊重韓國官方的要求，韓國首都的中文譯名現改為「首爾」。韓國官方的意見是，除了講述過去的歷史以外，建議提到該國首都時，漢字不應再用「漢城」二字稱之。但目前使用漢語的地區對此意見不一，做法也有很大差別。假設已改成“首爾”，為讓人明瞭易懂，可以再括弧註明“漢城”，或註釋“大韓民國首都”。
有关韓國政要、议员的名称，可以参考韓國的报社网站。《中央日报》、《朝鲜日报》等大型报社都建有政要及议员的汉字名称对照表，并设有收费的查询服务。不过，如果有新闻发生的日期作参考，可以翻查网上过去新闻的PDF版本，来找寻有关人士名称的汉字写法。

### 越南地名、人名譯名
越南语既有自己本族语言的固有词又有在中国汉字影响下自己创造出新的语音发音来读汉字，即“汉越词”。纯越词与汉越词千年来都一直得到越南人的共用，汉越词占越南语总词汇中70%以上，说明汉越词在越语当中的使用率极高。

### 俄罗斯地名、人名译名
Moscow以英語發音譯為“莫斯科”，不符俄語發音，但據約定俗成原則使用“莫斯科”。
Putin在中國大陸译為“普京”；台灣译作“普丁”或“蒲亭”。

### 柬埔寨
柬埔寨首相洪森曾在2003年向传媒发新闻稿指出，他姓名的汉字写法应该是“雲昇”。

## 外部連結
- 沈和：《瀛寰志略》中的國名譯詞考析
- 黃曉蕾：民國時期人文社會科學名詞使用審定初論
- 張劍：近代科學名詞術語審定統一中的合作、衝突與科學發展
- 施楊：國立編譯館與民國科學術語統一
- 鄒振環：二十世紀中國翻譯史研究的起承轉合 (下) 第三部份第五小節：譯名問題討論集
- 陶緯：人名、地名的翻譯
- 陳國華、石春讓：外國人名漢譯的原則
- 許哲明、王明志：外國地名譯寫作法之探究
- 王明志、許哲明、曾正雄：外國地名譯寫與審議
- 周定國：談談外國地名的翻譯
- 戴問天：《英語姓名詞典》與外國人名翻譯問題
- 戴問天：再談外國人名（及地名）翻譯問題
- 李彩霞：中外人名翻譯的注意事項
- 宋瑛堂：楓丹白露沒有楓、翡冷翠不冷不翠綠......音譯「地名」好簡單？好膽來試試看！
- 宋瑛堂：喜歡被人喊錯名字嗎？譯外國姓名之前，請先搞懂對方是誰